# Snuff Garrett
Thomas Lesslie Garrett (* 5. Juli 1938 in Dallas, Texas; † 16. Dezember 2015 in Tucson, Arizona), bekannt als Snuff Garrett oder Tommy Garrett, war ein US-amerikanischer Musikproduzent und Discjockey, der seine bekanntesten Werke in den 1960er und 1970er Jahren veröffentlichte.

## Leben
Garrett besuchte die South Oak Cliff High School in Dallas, bis er sie in der 10. Klasse abbrach. 1976 kehrte er nach Dallas zurück, wo er ein spezielles Ehren-Highschool-Diplom für sein musikalisches Werk erhielt.
Mit siebzehn Jahren war Garrett Discjockey in Lubbock, Texas, wo er Buddy Holly kennenlernte. Garrett arbeitete auch beim Radio in Wichita Falls, Texas, wo er eine Gagshow moderierte. Am 3. Februar 1959 sendete er seine eigene Hommage über Holly, nachdem dieser (zusammen mit Ritchie Valens und The Big Bopper) bei einem Flugzeugabsturz in Iowa ums Leben gekommen war.
1959 wurde Garrett im Alter von 19 Jahren Produzent bei Liberty Records in Hollywood, wo er zuvor in der Promotionsabteilung gearbeitet hatte. Er produzierte eine Reihe von Hits und wurde Leiter der A&R-Abteilung, bis er 1966 das Label verließ. Seine erste Produktion für Liberty Records war Johnny Burnettes Single Settin’ the Woods on Fire, die am 9. Juli 1959 veröffentlicht wurde. Zu den von Garrett produzierten Künstlern gehörten Bobby Vee, Johnny Burnette, Gene McDaniels, Buddy Knox, Walter Brennan, Gary Lewis & the Playboys und Del Shannon.
Ursprünglich war auch geplant, dass Garrett The Monkees produziert, diese zogen es jedoch vor, mit Boyce and Hart zu arbeiten, den Autoren von Last Train to Clarksville und (Theme From) The Monkees.
Viele von Garretts Hitsingles stammten von den Songwritern des Brill Buildings in New York City. Andere, die eng mit Garrett zusammenarbeiteten, waren Leon Russell, und Lenny Waronker, der Sohn des Liberty-Mitbegründers Simon Waronker, der selbst Produzent wurde und schließlich Präsident von Warner Bros. Records. Nach seiner Zeit bei Liberty Records produzierte Garrett Cher (u. a. die Nummer-eins-Hits Gypsys, Tramps & Thieves und Half-Breed) sowie Sonny & Cher und hatte seine eigenen Plattenlabels, Snuff Garrett Records und Viva Records, deren Katalog in den 1980er Jahren an Warner Bros. verkauft wurde.
Zwischen 1961 und 1969 produzierte Garrett für Liberty Records The 50 Guitars of Tommy Garrett, eine Serie von über 25 Instrumentalalben mit Solo-Gitarrenarbeit von Tommy Tedesco, von denen sich sechs in den Billboard Top LPs-Charts platzierten.
1966 produzierte Garrett ein Album des Singer-Songwriters Sonny Curtis auf dem Viva-Label, The 1st of Sonny Curtis, das einige von Curtis’ populärsten Titeln enthält, darunter Walk Right Back (ein Hit für The Everly Brothers). In den Jahren 1966 und 1967 produzierten Garrett und J. J. Cale gemeinsam A Trip Down the Sunset Strip, eine Zusammenstellung von psychedelischen Coversongs, zusammen mit vier Instrumentalstücken von Cales eigener Komposition.
Zusätzlich zu seinen Hits mit Sonny & Cher für Kapp Records und MCA Records in den 1970er Jahren produzierte Garrett auch Vicki Lawrences Single The Night the Lights Went Out in Georgia für Bell Records (ein Song, der von Lawrences damaligem Ehemann Bobby Russell geschrieben wurde), und Tanya Tuckers Song Lizzie and the Rainman für MCA. Beide Leider waren ursprünglich für Cher gedacht, aber ihr damaliger Ehemann und Manager Sonny Bono war der Meinung, dass dies Chers Südstaaten-Fans beleidigen könnte. Andere Künstler, die Garrett in den 1970er Jahren produzierte, waren Brenda Lee und der „singende Cowboy“ Roy Rogers.
Garrett arbeitete regelmäßig mit den Johnny Mann Singers und den Ron Hicklin Singers an vielen Projekten und produzierte in den frühen 1970er Jahren zwei Alben mit Ray Conniff. Garrett produzierte Mitte der 1970er Jahre auch mehrere Titel von Nancy Sinatra, die von Private Stock Records veröffentlicht wurden. 1978 produzierte er den Country-orientierten Soundtrack zu Clint Eastwoods Kinofilm Der Mann aus San Fernando, der auf Garretts späterem Label Viva Records erschien.
1976 kaufte Garrett die Videokassettenrechte an den alten Filmen von RKO Pictures, Republic Pictures sowie an den Laurel-und-Hardy-Filmen von Hal Roach. Bis 1980 brachte die 800 Titel umfassende Bibliothek seiner Firma, The Nostalgia Merchant, 2,3 Millionen Dollar pro Jahr ein.
Garrett lebte auf einer Ranch in Bell Canyon, Kalifornien. Er starb im Alter von 77 Jahren an Krebs.

## Auszeichnungen
Garrett wurde am 14. November 2015 in Austin in die Texas Radio Hall of Fame aufgenommen.